# 维托 (厄尔省)
维托（法語：Vitot，法語發音：[vito]）是法国厄尔省的一个市镇，属于埃夫勒区。该市镇总面积4.69平方公里，2009年时的人口为485人。

## 人口
维托人口变化图示